# السلالات الحاكمة الستة
السلالات الست هو اسم جامع لست سلالات صينية خلال عصر الممالك الثلاث (220-280 ق.م) أسرة جين (265-420) والسلالة الشمالية والسلالة الجنوبية (420-589).
الفترة التي تلت سقوط سلالة هان الحاكمة في 220 بعد الميلاد، كانت فترة عدم التوحد، وغير مستقرة ودائمة الحروب. الفترة انتهت بعدما وحد الامبراطور وين -امبراطور سوي- الصين الشمالية والجنوبية، فبدأت مملكة سوي.
هذا المصطلح عادةً يشير إلى إلى مجموعة تلك الفترة:
- ست سلالات ذات عواصم في جيانكانغ Jiankang (تسمى حالياً نانجينغ Nanjing)

## الست سلالات ذات العواصم في جيانكانغ
- مملكة وو (222–280).
- أسرة جين (265-420) (265–420).
- سلالة ليو سونغ الحاكمة(420–479).
- سلالة تشي الجنوبية (479–502).
- سلالة ليانغ الجنوبية (502–557).
- سلالة تشن الجنوبية (557–589).

هذا الترتيب على هيئة وطنية، أو آثار وجدت في جيانكانغ. زو سونغ في سلالة تانغ كتب كتاباً "جيانكانغ شيلو"، وضع فيه حساباً تاريخاً لجيانكانغ، مما أدى لظهور هذه الأسماء.

## الست سلالات ذات النسب الشرعي
- مملكة واي (220–265).
- أسرة جين (265-420)
- سلالة ليو سونغ الحاكمة(420–479).
- سلالة تشي الجنوبية (479–502).
- سلالة ليانغ الجنوبية (502–557).
- سلالة تشن الجنوبية (557–589).

سيما غوانغ، في كتابه زيزهي تونغجيان استخدم اسم العصور للست سلالات وكذلك الخط الزمني لكي يصف هذه الفترة. بعد ذلك الصينيين سمّوا هذه الفترة بفترة السلالات الست، أو سلالة جين الشمالية والجنوبية.

## الشعر في فترة السلالات الست
هذه الفترة كانت مهمة جداً في تاريخ الشعر الصيني، خاصةً امتيازها بصراحتها في وصف الحب والجمال.